# Эпхе
Эпхе, Минеральный источник Эпхе — памятник природы в Гудермесском районе Чечни. Имеет статус особо охраняемой природной территории республиканского значения.

## География
Расположен в 3 км к югу-востоку от перекрёстка Федеральной трассы М-29 с дорогой, ведущей в село Мелчхи.
Источник выходит на поверхность в одном километре от источника Мелчхи в виде двух грифонов из верхнечокракского песчаника.

## Описание
Вода термальная слабосульфидно-гидрокорбонатно-сульфатно-натриевая, температура +45-47,5 °C, дебит 90-92 м³ в сутки, общая минерализация 3,7 г на литр.